# Front patriote (Argentine)
Pour les articles homonymes, voir Front patriotique.
Le  Front patriote (espagnol : Frente Patriota) est un parti politique ultranationaliste d'extrême droite en Argentine formé par la fusion de Bandera Vecinal et Gente en Acción. Le parti politique a été décrit comme un parti politique ultra-radical, antisémite et militariste. Son chef est Alejandro Biondini, un homme politique d' troisième position nationaliste argentin.

## Histoire
Il a été officialisé par la Cour suprême en tant qu'alliance politique en 2017, après l'union de ses deux précédents partis radicaux. Il y a eu une forte controverse lors des élections législatives argentines de 2017 au cours desquelles le parti a été critiqué pour avoir reçu 20 millions de pesos pour l'impression des bulletins de vote, mais le Conseil national électoral a décidé de réduire ses fonds, mais le parti a imprimé tous ses bulletins de vote et a néanmoins présenté ses candidats. Le Front patriotique a porté l'affaire devant le jury et finalement, la Cour a révoqué la décision du conseil en faveur de Biondini. Lors de ces élections, ils ont obtenu 4 100 voix à Buenos Aires et 28 500 voix dans la province de Buenos Aires pour les députés nationaux et 31 500 voix pour les sénateurs nationaux.

## Idéologie
Le parti se décrit comme "un parti d'hommes et de femmes nationalistes unis par la même pensée et la même échelle de valeurs : l'amour profond pour notre Argentine et la ferme détermination à lutter contre ses ennemis internes et externes".
Le Front patriote a une idéologie d'extrême droite ultranationaliste. Ils ont été critiqués par une large partie de la population, principalement en raison de la position sur la question de l'avortement en cours, l'opinion antisioniste de Biondini parmi la grande partie de la population juive argentine, leur proposition de changement de société, l'installation d'une société patriarcale, le rétablissement de la conscription et de la foi civile dans les militaires, brisée puisque de nombreuses parties de la population ont une opinion misérable sur les militaires et ce qu'ils croient être une conception imprudente de la liberté, produit du processus de réorganisation nationale, gouverné par l'armée de 1976 à 1983.
Ils ont un manifeste en ligne, qui explique l'idéologie, leurs doctrines et leurs propositions. Le parti est conformé par sept principes : la foi, la discipline, la loyauté, la solidarité, la discrétion, la patience et le bonheur, ce qui indique que ces principes sont essentiels à la croissance de l'Argentine et dix propositions. Ils ont une politique étrangère agressive et ambitieuse qui inclut d'avoir de bonnes relations avec leurs voisins. Ils défendent leur intégrité avec les îles Malouines (Islas Malvinas) et prône la rupture des relations diplomatiques avec le Royaume-Uni et Israël, expulsant tous les personnels et missions diplomatiques des deux pays, prenant effet après la fin de l'usurpation des îles. Ils ne reconnaissent pas le traité de Madrid, qui neutralise toutes les positions matérielles du Royaume-Uni et de l'Argentine, ils défendent leur souveraineté de l'Antarctique argentin et ont une position dure contre toute forme de colonialisme.

## Membres
Le parti compte près de 8 000 membres.